# Caecilius Statius
Caecilius Statius, död omkring 166 f.Kr., var en romersk dramatiker.
Caecilius Statius tillhörde insubrernas stam. Han blev, som frigiven, romersk medborgare och vann gott rykte som författare av fabulæ palliatæ, det vill säga komedier, bildade efter grekiska original, i synnerhet för liv och kraft i framställningen; formen är dock något hård. Av hans många stycken, av vilka de flesta är översatta från greken Menandros, finns endast obetydliga fragment kvar.